# 커밋 (캐릭터)

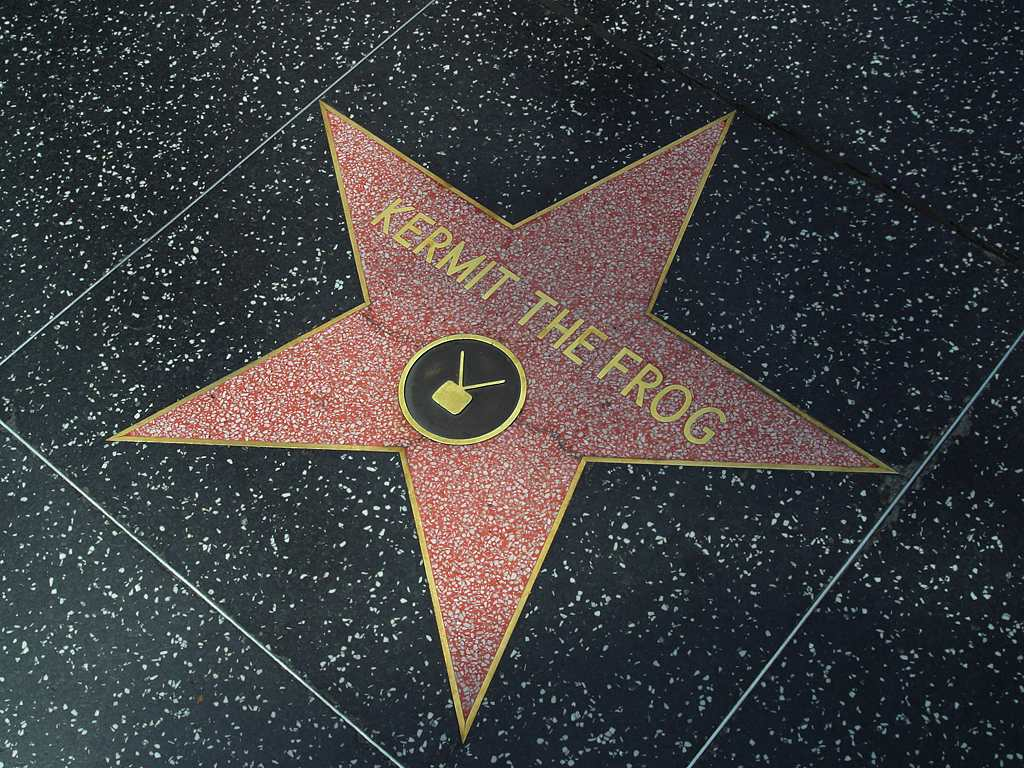
할리우드 명예의 거리에 입성한 커밋

커밋(영어: Kermit)은 《세서미 스트리트》 등에 등장하는 개구리 캐릭터이다. 짐 헨슨에 의해 만들어진 더 머펫츠 첫번째이다. 개구리 캐릭터로, 《세서미 스트리트》에서는 뉴스 기자로, 《머펫 쇼》에서는 사회자의 메인 캐릭터로 등장한다. 생일은 2월 29일이다.
커밋이 부른 "Rainbow Connection"은 빌보드 핫 100에서 25위를 기록하였다.
또한 파일 전송을 위한 통신 프로토콜과 이를 구현한 프로그램인 동명의 프로토콜은 이 등장인물의 이름을 따서 명명되었다.